# Лусакские соглашения
Лусакские соглашения были подписаны в городе Лусака (Замбия) 7 сентября 1974 года представителями руководства Фронтом Освобождения Мозамбика (ФРЕЛИМО) и уполномоченными представителями правительства Португалии, установленным после Революции гвоздик.
В соответствии с данными соглашениями Португалия признала право мозамбикского народа на независимость и согласовала с ФРЕЛИМО условия постепенной передачи власти. В частности, 2/3 переходного правительства и пост премьер-министра оставались за мозамбикцами (п.п. 6 и 7). Соглашение устанавливало, что независимость будет провозглашена после переходного периода, в ходе которого власть внутри страны будет разделена между обеими сторонами. Мозамбик обрел независимость 25 июня 1975 года (в годовщину образования ФРЕЛИМО).